# Martin Lorentzson
Martin Olof Lorentzson, född 21 juli 1984 i Östertälje, är en svensk fotbollsspelare som spelar för United Nordic IK. Han har tidigare spelat för bland annat AIK, Åtvidabergs FF och Örebro SK.

## Klubbkarriär
Lorentzson började spela fotboll i Östertälje BoIS och gick till Huddinge IF som 16-åring. 2001 gjorde han sin första A-lagssäsong i division 3, där det bland annat blev ett hattrick i en 5–5-match mot Ängby IF den 18 augusti 2001. Därefter spelade Lorentzson för Enhörna IF och IK Sleipner innan han kom till Superettan-klubben Assyriska FF.
Lorentzson värvades till AIK från Assyriska FF 2010. Hans kontrakt med Assyriska gick ut efter säsongen 2009 och Lorentzson gick därför till AIK som bosman. I AIK så var han länge ordinarie spelare och spelade totalt 127 allsvenska matcher för klubben. Den 25 oktober 2014 meddelade klubben dock att man inte skulle förlänga avtalet med Lorentzon.
I februari 2015 skrev Lorentzson på ett halvårskontrakt med Åtvidabergs FF. Den 1 juli förlängde han sitt kontrakt fram till den 30 november, med en option att säga upp avtalet dessförinnan. Den 31 juli valde han att använda optionen och avbröt sitt kontrakt.
2015 skrev Lorentzson på för engelska League One-laget Coventry City. Där var han lagkamrat med den före detta engelska landslagsmannen Joe Cole. Hösten 2016 lämnade han England och begav sig tillbaka till Sverige för spel i Örebro SK. Kontraktet sträckte sig över säsongen 2017 men förlängdes efter säsongen fram tills 2019. Efter säsongen 2019 lämnade Lorentzson klubben.
I mars 2020 skrev Martin Lorentzson på för division 4-klubben Kvicksunds SK. Han spelade 11 matcher för klubben under säsongen 2020. Följande säsong gick Lorentzson till division 2-klubben United Nordic IK.